# Synagoge (Złotów)
Koordinaten: 53° 21′ 46,8″ N, 17° 2′ 6,4″ O

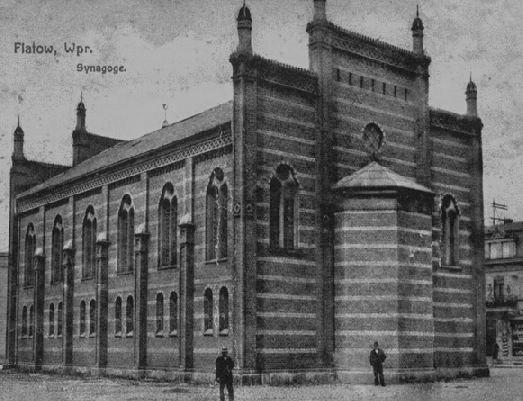
Synagoge in Złotów

Die Synagoge in Złotów (deutsch Flatow), einer heute polnischen Stadt in der Woiwodschaft Großpolen, war ein jüdisches Bethaus. Die Synagogengemeinde Flatow ließ sie 1878/79 errichten, als die damals deutsche Stadt Flatow Kreisstadt des gleichnamigen Kreises in der preußischen Provinz Westpreußen war. Die Synagoge im Stil des Historismus, am Friedrichsplatz gelegen, wurde im August 1938 von der jüdischen Gemeinde an die Stadt Flatow verkauft und im Oktober 1938, einige Tage vor dem Novemberpogrom 1938, von Soldaten des 32. Pionierbataillons aus Stettin-Podejuch zerstört.